# Claire Littleton
Claire Littleton es un personaje ficticio de la serie de televisión estadounidense Lost, es interpretada por la actriz Emilie de Ravin.
Ella es una australiana que iba a bordo del vuelo 815 de Oceanic Airlines embarazada de su exnovio Thomas, quien la abandona. Por ello, decide dar a su bebé en adopción, viajando a Los Ángeles donde supuestamente esperaba una familia, y finalmente el vuelo se estrella en La Isla. Ya allí, Claire dará a luz a su hijo Aaron, arrepintiéndose de haberlo querido dar en adopción.

## Claire antes del Accidente
Nacida y criada en Australia, Claire Littleton creció sólo con su madre, Carole Littleton, luego de un romance con su padre Christian Shephard, quien es también el padre de Jack Shephard. Él la visitó muchas veces cuando era bebé, pero dejó de hacerlo porque, según él, su tía Lindsey lo odiaba y Carole no podía soportar que él tuviera otra familia. De adolescente, Claire discutía constantemente con su madre, se vestía estilo gótico y trabajaba en una tienda de tatuajes y piercing. Siendo muy joven, Claire tuvo un accidente en auto durante una acalorada discusión con su madre, donde fue forzada por un camión a salirse del camino y estrellarse. Sufrió heridas leves, pero su madre sí sufrió un derrame cerebral y quedó en coma. Su padre vino a Australia para convencerla de que se independizara de su madre, y así evitar que Carole siguiera sufriendo. Ella se negó y le pidió que la dejara en paz. Le reclamó que ella ni siquiera sabía su nombre y tampoco quería saberlo. 
Tiempo después, mientras trabajaba en el Restaurant Fish & Fry de camarera por $5 la hora, el destino de Claire parecía estar escrito. Sin embargo, su vida cambiaría cuando ella y su novio Thomas se enteraron de que serían padres. Aunque Claire no estaba segura sobre ser madre, Thomas la convenció de que el bebé sería lo mejor que les podría haber pasado y les daría esperanza una vez más. Pero un breve tiempo después, a Thomas le vino la idea que ser un padre joven era mucho para él y dejó a Claire. Ahora sola, Claire decidió dar el bebé en adopción apenas naciera. 
La amiga de Claire, Rachel, la llevó a ver a Richard Malkin, quien decía ser psíquico. Como Claire se interesaba en la astrología y los horóscopos, Rachel creyó que eso la animaría. sin embargo, mientras le leía la palma de la mano, Malkin vio algo terrible e insistió en que Claire debía criar a su bebé sola ya que un gran peligro lo rodeaba, que solamente debía criarlo ella, sino no habría una vida feliz pare el niño. Claire no le creyó y le pidió que la dejara en paz.
Al reunirse con los padres adoptivos de su bebé, Arlene y Joseph Stewart, Claire se preparaba para renunciar a sus derechos como madre. Le pidió a los Stewarts que le cantaran la canción de cuna "Catch a Falling Star", ya que era la canción que su padre solía cantarle. Sin embargo, cuando Claire estaba a punto de firmar, las dos plumas que intentó usar no funcionaron y las dudas de Claire de renunciar a su hijo renacieron y la hicieron huir del lugar. 
Claire regresó con Richard Malkin, quien le dijo que su bebé estaría seguro si se lo daba a una pareja en Los Ángeles, que eran buenas personas. Al darle un boleto en el Vuelo 815 de Oceanic, Claire se marchó hacia lo que creía sería una nueva vida en América. 
Justo antes de partir hacia Los Ángeles, visitó a su madre en el hospital. Le dijo que estaba embarazada y que iba a dar al bebé en adopción. Que estaba asombrada de ver que su madre pudo criarla sin ayuda. Luego sollozó ante su madre y le dijo que sentía haber sido tan terrible con ella y por esto se odiaba a sí misma y que deseaba haber muerto en el coche ese día, justo antes del accidente. 
Ya en la isla Claire descubrió que el vidente lo que quería era que se estrellara en la isla para que así, ella cuidara de su hijo.

## Claire en la Isla

### (Días 1-13)
Al sobrevivir al accidente, Claire inmediatamente se preocupó por el estado del bebé. Jack la salvó a ella y a Hurley de ser aplastados por una de las alas del avión. Esa noche, Claire conoció a Charlie, que le dijo que todo iba a salir bien. Más adelante, fue una de las que escuchó el misterioso sonido proveniente de las profundidades de la jungla. 
Estaba continuamente preocupándose por el estado de su bebé. Le dijo a Shannon que no había sentido moverse al bebé desde el accidente. Se sintió aliviada cuando Jin le ofreció algo para comer. Tan pronto como se lo comió, sintió al bebé dando patadas. Inconscientemente le llamó "él", por lo que ya sabía que iba a ser un niño. 
Al tercer día, Charlie empezó a ayudar a Claire a coger el equipaje del fuselaje, y enseguida conectaron. Sin embargo, Charlie tuvo que mentirle cuando ella le preguntó qué tal había ido al equipo que había subido las montañas esperando conseguir una señal.
Claire sugirió a Jack que debía oficiar un funeral para aquellos que no habían sobrevivido al accidente. Jack le dijo que no iba a hacerlo, así que se encargaron ella, Hurley y Boone. 
Kate se dio cuenta de que Claire estaba un poco mareada y se preocupó por su salud. Horas después, Walt le dio la sorprendente noticia de que Claire se había desmayado. Michael y Charlie la llevaron a su tienda para que se refrescara un poco. Fue entonces cuando descubrieron que alguien había robado el agua. 
Charlie la estaba cuidando mientras dormía, y Claire le contó sus sentimientos. Le dijo que se notaba aislada del resto de supervivientes y que nadie le miraba a los ojos. Se describió a sí misma como "una bomba de responsabilidad a punto de estallar". Charlie le dijo que él no le tenía miedo. Durante la noche, Boone le dio agua en secreto, con lo que se reveló que había sido él el que había robado el agua. 
La relación entre Claire y Charlie continuó creciendo a medida que aprendían más cosas el uno del otro. Charlie intentó convencer a Claire para que se mudara a las cuevas con él, pero ella se negó, argumentando que quería estar en la playa para cuando vinieran a buscarlos. Finalmente, Charlie y Claire hacen un trato. Si Charlie es capaz de conseguir mantequilla de cacahuete, Claire se iría con él a las cuevas. Aunque Charlie fue incapaz de encontrar la mantequilla, fue a Claire con un bote vacío en el que decía que había mantequilla de cacahuete. Claire le siguió la broma. Finalmente, Claire accedió, así que hicieron las maletas y se fueron a las cuevas. 
Los chistes y las bromas no duraron mucho en las cuevas. Despertó a todos los que allí dormían después de tener una pesadilla sobre su bebé (para más detalles, mirad: Sueño de Claire). Estaba convencida de que su bebé estaba en peligro y estaba constantemente en alerta. Lo peor fue que durante la noche alguien la atacó con lo que ella decía que era una aguja. Sin ella saberlo, era Ethan inyectándole una sustancia para proteger su vida y la del bebé.
Desafortunadamente, nadie excepto Charlie la creyó, y así ella decidió volver a la playa, donde pensó que estaría más segura. En el camino, comenzó a tener contracciones. Charlie fue por ayuda y se encontró con Ethan, a quien le dijo que buscara a Jack. Charlie regresó con Claire y la mantuvo en calma y relajada mientras esperaban. Una vez que las contracciones cesaron, Ethan apareció frente a ellos. Luchó contra Charlie, pero logró dejarlos inconscientes a ambos y los arrastró selva adentro. 
Jack, Locke, Kate y Boone partieron a buscarlos. El grupo siguió un rastro que Charlie dejó y comenzaron a alcanzar a Ethan. En un punto, Claire recuperó la conciencia y logró gritar, dejando que Jack siguiera en esa dirección. Desafortunadamente, para lograr que dejaran de perseguirlo, Ethan colgó a Charlie de un árbol por el cuello. Se quedó con Claire y desapareció en la selva.

### (Días 13-27)
Claire fue llevada por Ethan al Bastón y estuvo drogada todo el tiempo. Parecía que Claire creía que estaba de vuelta en Australia, ya que le cuenta a Ethan sus planes de ir a Los Ángeles a entregar el bebé. Ethan continúa inyectándole el suero de protección del embarazo y le dice a Claire que se lo pone para evitar que ella y su bebé se pongan enfermos. 
Después de otra inyección, se la lleva a dar un paseo. La lleva a una habitación llena de juguetes, preparada para acoger a un bebé. En ese momento llega Tom y habla con Ethan en el pasillo. Ella escucha la conversación mientras juega con el móvil de la cuna (que tiene aviones de Oceanic Airlines y suena la canción "Catch a Falling Star", que es la canción que Claire había pedido a Arlene y Joseph Stewart que le cantaran a su bebé, ya que era la canción que su padre le cantaba cuando  era pequeña). Escucha a Tom decirle a Ethan que tenía que hacer una lista y llevársela. También le oye decir: "¿Qué crees que hará él cuando se entere?". 
Ethan se llevó a Claire a pasear y le dijo que sus amigos tenían miedo de que pudiera escapar. Se sentó con ella en un tronco y le dio agua. Claire deja de beber rápidamente, ya que dice que sabe raro (Ethan no bebe de la cantimplora). Ethan le preguntó a Claire si estaba segura sobre lo de darles el bebé a él y a sus amigos. También le afirmó que si cambiaba de opinión ni ella ni sus amigos tenían derecho a volver a por el bebé. 
Una noche, mientras Claire dormía, una chica entró en su habitación y la despertó. Le dijo que fuera con ella para que pudiera escapar, pero Claire estaba reticente. Alex le enseñó una sala de operaciones que estaba siendo preparada y le dijo que iban a quitárselo esa noche. Claire seguía insistiendo en que necesitaba a Ethan, pero Alex la dejó inconsciente con cloroformo. Le dijo: "Algún día me lo agradecerás". 
Claire despertó en medio de la selva, extremadamente mareada. Miró hacia arriba y vio a una figura mirándola, Danielle Rousseau. Claire se asustó cuando Rousseau se le acercó y empezó a chillar el nombre de Ethan, que estaba buscándola junto con los Otros a no mucha distancia de allí. Rousseau golpeó a Claire con su rifle y la dejó inconsciente. La dejó en un sitio en el que los supervivientes la encontrarían.

### (Días 27-44)
Mientras buscaban a Vincent con la ayuda de un silbato, Locke y Boone encuentran a Claire.
Claire fue llevada inconsciente a las cuevas. Todos estaban preocupados por ella y por el niño. Despertó de repente, sin recordar nada de lo que había pasado tras el accidente. Le llevó algún tiempo volver a acostumbrarse a Charlie, que quería volver a tener la relación que tenía antes con ella. Después de Charlie fuera amenazado por Ethan y que este le dijera que si no le entregaban otra vez a Claire mataría cada día a uno de los supervivientes, Jack decidió montar guardia por si venía. Como el plan fracasó el primer día (Ethan mató a Scott Jackson), decidieron utilizar a Claire de cebo para atrapar a Ethan. 
Charlie no quería que la utilizaran, pero Claire le dijo que quería hacerlo. Ella, Jack, Sawyer, Locke, Sayid y Kate pusieron en marcha el plan. Cuando Ethan estaba a punto de llevarse a Claire otra vez, Jack se abalanzó sobre él mientras Kate corría hacía Claire para protegerla. Cuando ya lo tenían, Ethan fue asesinado por Charlie. Más tarde esa noche, Claire y Charlie estuvieron hablando y Claire le dijo que quería confiar en él, pero que tendría que dejar pasar el tiempo.
Charlie pareció ofender por esto y se distanció de Claire. Esto quedó claro cuando Claire le preguntó si quería ir a dar un paseo y Charlie le dijo que no. Claire le dijo que estaba empezando a tener sueños sobre los sucesos posteriores al accidente y que su memoria estaba regresando. Más tarde esa noche, cuando Claire estaba observando el comportamiento de los otros supervivientes, Charlie le preguntó si aún quería dar el paseo, a lo que Claire asintió. 
Parecía que la relación entre Claire y Charlie estaba volviendo a formarse, ya que se les ve paseando por la playa y por la noche están sentados en la orilla. 
Al día siguiente, Locke se le acerca y le pide ayuda para una cosa que estaba construyendo. Al principio se sorprendió de que alguien le pidiera ayuda, pero aceptó. Claire y Locke hablaron de muchas cosas, como el nombre del futuro bebé o si le estaba volviendo la memoria. También se revela que era el cumpleaños de Claire, aunque para ella no tenía importancia. Después de horas construyendo el objeto, Claire se rinde y no sabe qué es. Locke le da la vuelta y se ve que es una cuna. Locke le felicita el cumpleaños. Claire lo apreció muchísimo. Se sentía muy alabada. 
Unos días después, Claire empezó a sentirse un poco mareada. Sawyer y Michael lo notaron y le preguntaron si estaba bien. Claire les aseguró que estaba bien y se adentró en la jungla (presumiblemente hacia las cuevas). Cuando Kate volvía con el alcohol que Jack necesitaba para curar a Boone, oyó a Claire gimiendo y respirando muy fuerte. Claire iba a dar a luz. Jack le dijo a Kate que tendría que ser ella la que asistiera a Claire, y estaba aterrada. Jin calmó a Claire y le dijo (en coreano) que todo iba a salir bien. Claire insistía en que estaba bien y las contracciones pararon. En ese momento rompió aguas. Claire, que no quería empujar, empezó a preocupar a Kate, que le dijo que ese bebé era de todos, y que tenía que empujar. Por fin, después de unas horas, el bebé nació. Kate, Jin y Charlie fueron los únicos presentes en el nacimiento del bebé.
Al día siguiente, Charlie y Sun estaban preocupados por Claire, que parecía muy cansada, y le dijeron que ellos podían cuidar del bebé. Ella insistía en que no, porque tenía miedo de que los Otros se llevaran a su bebé otra vez. Tanto Sun como Charlie la tranquilizaron al decirle que ellos jamás dejarían que eso pasara. Mientras Claire dormía, Charlie tenía problemas para tranquilizar al bebé y le pidió ayuda a Hurley, pero parecía que nada funcionaba. Hasta que Charlie fue a hablar con Sawyer. Parecía que la voz de Sawyer calmaba al bebé, y cuando dejaba de hablar, el niño lloraba. Claire se sorprendió cuando lo vio con sus propios ojos.

### (Días 44-67)
Claire y Charlie se habían vuelto buenos amigos, y vemos a Claire cortarle el pelo a Charlie. En ese momento Charlie llamó al bebé "bola de billar". Se justificó diciendo que su cabeza tenía forma de nabo y que le seguiría llamando así hasta que le pusiera un nombre. Claire y el bebé estaban presentes cuando Kate confesó que era una fugitiva.
Claire también estaba presente cuando Danielle llegó al campamento para avisar a todos de la llegada de los Otros. Parecía que Rousseau dirigía todo su discurso hacia Claire, ya que ella también había estado preñada y se habían llevado a su hija.
El nivel de estrés de Claire aumentó cuando todo el campamento se mudaba a las cuevas. Charlie le dijo que él se llevaría al niño a las cuevas mientras ella organizaba sus cosas. Cuando Rousseau apareció preguntando por Sayid, Charlie fue a buscarle dejando a Claire a solas con Rousseau. Sin saberlo, la había puesto en peligro. Danielle pidió poder coger al bebé, pero Claire le dijo que no y fue apartándose de la francesa. Rousseau le robó el bebé y se fue corriendo. Charlie y Sayid corrieron a perseguir a Rousseau. Claire le puso el nombre de Aaron y Charlie prometió que le traería de vuelta.
Claire estaba muy preocupada, y Sun le consolaba en las cuevas. Shannon y Sun estaban teniendo una conversación sobre el destino cuando Claire las interrumpió (aún conmocionada por el suceso) y les dijo que el destino no existía. Cuando Charlie llegó con el bebé, Claire estaba emocionada y corrió a recibirles. Estaba muy agradecida y su vínculo con Charlie volvió a crecer un poco más, como podemos ver cuando le cura las heridas producidas por las trampas de Rousseau.
Reunida con Aaron, su relación con Charlie empezó a fortalecerse. Claire estaba presente durante el discurso de Jack sobre bajar a la Escotilla.
Claire se enfadó con Charlie porque este siempre estaba haciendo bromas sobre todo. Durante la conversación, Claire sacó una de las estatuas de la Virgen María de la bolsa de Charlie, que había cogido de la avioneta de los traficantes. Charlie se puso nervioso y se la quitó enseguida. Claire asumió que la guardaba por su valor espiritual.
En su paseo habitual por la orilla, Claire se encontró algo en el agua. Era la botella con mensajes que los de la balsa se habían llevado con ellos. Fue la primera en saber que algo malo había pasado. Se lo dijo enseguida a Shannon, que sugirió que deberían llevársela a Sun. Por la noche, cuando todos estaban disfurtando del banquete por cortesía de Hurley (y de DHARMA), Charlie sorprendió a Claire con un bote lleno de mantequilla de cacahuete, esta vez auténtica.
Claire y Sun estaban fregando los platos juntas en la playa cuando Sun empezó a ponerse nerviosa. Claire le pregunto el motivo y Sun le dijo que había perdido su anillo de boda. Claire volvió a ser la primera en enterarse de la situación. 
Claire empezó a sentirse frustrada con Charlie porque pensaba que la estaba dejando de lado y trataba a Aaron como si fuera su hijo. Esto fue debido a que Charlie dudó de sus habilidades como madre cuando despertó al bebé en plena noche y se lo llevó con ella para ver qué le había pasado a Shannon. 
Claire le confesó a Locke que sentía cómo si Charlie y ella ya estuvieran casados. Locke y Charlie después tienen una conversación en la que Charlie dice que Claire tiene muchas cosas que aprender sobre ser una madre. Locke contesta rápidamente: "Eso es interesante que lo diga un drogadicto".
Entre la envidia que le causaba Locke, que pasaba cada vez más tiempo con Claire, y unas extrañas visiones, Charlie creyó que necesitaba salvar a Aaron bautizándolo. Desafortunadamente, lo intentó hacer de una forma poco delicada, pudiendo haber ahogado al bebé en la orilla. Charlie tenía alucinaciones respecto a la idea del bautismo. Eso causó que Claire lo dejara. Sin embargo, ella decidió seguir el consejo de Charlie y pidió a Eko que la bautizara a ella y a su hijo.
Mientras hablaba con Eko, Claire le dijo que Charlie tenía una de las estatuas de la Virgen María. Eko le pidió que le enseñara la estatua, y ella lo hizo. Ella parecía confusa, sin entender los motivos de Eko. Entonces este rompió la estatua y toda la heroína de dentro se derramó. Claire estaba muy decepcionada con Charlie y su amistad se arruinó cuando ella le echó de la tienda y le dijo que no le quería ver cerca de Aaron. 
Lo que empeoró las cosas fue que Claire y Locke se hicieron buenos amigos. Charlie le preguntó a Hurley si Claire le echaba de menos. La respuesta era obvia, ya que sólo habían pasado dos días desde que le había echado.
Un par de días después Claire despertó y descubrió que la cuna estaba vacía. Empezó a chillar. Hurley encontró a Charlie con el bebé en los brazos en la playa. Claire corrió rápidamente hacia allí y le quitó al bebé de las manos. Charlie lo sentía muchísimo (lo había cogido en un sueño, era sonánmbulo), pero Claire no le hacía caso. Esta situación aún llegaría a más tensión cuando Charlie intentó hablar con Claire, diciéndole que el bebé corría peligro. Kate le aseguró que no pasaba nada. 
Esa misma noche, Claire ve cómo Charlie vuelve a coger a Aaron y se lo lleva hacia la playa. Claire empieza a perseguirlo mientras pide ayuda. Charlie, con lágrimas en los ojos, le dice a Claire que no pasa nada, que sólo va a bautizar a Aaron porque está en peligro. Claire estaba enfada con Charlie, que finalmente le da el bebé. Después de hablar con Eko sobre el bautismo, decide bautizar al niño y a ella misma. 
Claire se despertó en medio de la noche siguiente debido a que Aaron no paraba de llorar. Parecía como si le hubiera salido una erupción, y Claire estaba muy preocupada. La aparición de Rousseau empeoró las cosas. Le dijo que Aaron estaba infectado de la famosa "enfermedad". Kate llegó enseguida y le dijo a Rousseau que no era bienvenida. Claire se sentía frustrada al no ser capaz de recordar las dos semanas que había desaparecido y le pidió a Libby (que decía ser psicóloga clínica) que le ayudara a recordar. Durante su primera "sesión" juntas, Claire tuvo un flash sobre lo que le había pasado los días que había sido raptada.
Esto provocó que Claire y Kate fueran a buscar la estación médica, con la esperanza de encontrar medicamentos para el bebé. En su viaje, encontraron a Rousseau, que les ayudó a encontrar lo que buscaban. Cuando las tres mujeres llegaron a la estación, estaba completamente vacía. Claire estuvo en la habitación donde la habían retenido, pero ahora no había nada. Al fin encontró el refrigerador donde guardaban las vacunas, pero también estaba vacío. Antes de separarse, Claire le contó a Rousseau que una chica joven la había ayudado a escapar. Le dijo que era diferente a los Otros y que era buena.
Cuando Claire llegó aquella noche al campamento, inmediatamente cogió a Aaron (que estaba siendo cuidado por Sun). El sarpullido de Aaron había desaparecido, y Claire estaba contenta. Le dijo a su hijo que no iba a abandonarle nunca y que tenían que cuidar uno del otro.
Clarie fue una de las muchas a las que Bernard pidió ayuda para hacer la señal de socorro. Cuando Bernard les acusó de no querer ser rescatados, se ofendió. También se rio cuando Bernard fue humillado en público por Rose. 
Unos días después parecía que el enfado de Claire con Charlie se había pasado un poco. Charlie fue a su tienda y le dijo que había encontrado la vacuna unos días antes. Estaba agradecida y sorprendida por la preocupación de Charlie por ellos. La conversación fue cortada por Michael que, tras haber estado desaparecido muchos días, había vuelto. Más tarde ese día, en el funeral de Libby y Ana Lucía, Claire le coge la mano a Charlie.
Cuando iba a inyectarse la vacuna que Charlie le acababa de dar, Desmond le dijo que estaba perdiendo el tiempo. Entonces le preguntó si el padre del bebé iba en el avión. Claire le contestó que no y le hizo un pequeño resumen de lo que le había hecho Thomas cuando estaba embarazada. Desmond le sugirió que quizás hizo lo mejor para el bebé porque sabía que iba a ser un mal padre. Claire, enfadada, le dijo que había hecho lo mejor para él. 
Unas horas después, justó después de la explosión de la Escotilla, a Claire casi la aplasta un gran trozo de metal (la puerta del Cisne), pero Bernard la aparta a ella y al bebé justo a tiempo. Vio a Charlie salir de la selva, medio sordo y desorientado. Le preguntó qué había pasado, pero Charlie contestó con un comentario sarcástico. Durante los momentos finales de la tercera temporada, Claire y Charlie se besan.

### Cuarta temporada
En la cuarta temporada, Claire, entristecida tras la muerte de Charlie, se va con Hurley, Locke, Ben, Sawyer y su grupo a las cabañas abandonadas por los Otros. Durante un tiempo, llevó una vida tranquila junto a Aaron, hasta que los mercenarios liderados por Martin Keamy (quienes buscaban a Ben Linus) atacaron las casas donde vivía el grupo. Fue rescatada por Sawyer, pero luego, cuando regresaban a la playa junto a Miles Straume, Claire ve a su padre (Christian Shephard) y lo sigue, dejando a Aaron (su hijo) al pie de un árbol (Something Nice Back Home), donde lo escucha Sawyer llorando y lo lleva con él a la playa. Sawyer buscó en los alrededores a Claire, pero no la encontró.
También en esta temporada, en el capítulo siguiente, se le puede ver a ella con su padre en la cabaña de Jacob (Cabin Fever), cuando habla con Locke. En el final de temporada, se la ve cuando Kate sueña que ella la visita y le dice que no se lleve a su hijo.

### Sexta temporada
En el tercer episodio de la temporada (What Kate Does), Claire hace su primera aparición, rescatando a Jin de Los Otros. En el episodio Lighthouse, se revela que desde los eventos finales de la cuarta temporada, durante 3 años ella estuvo viviendo en la jungla sola, con la recurrente compañía del Hombre de Negro, en la forma de Christian Shephard. El Hombre de Negro la reclutó como aliada en su lucha con Jacob y le dijo que Los Otros (seguidores de Jacob) habían secuestrado a Aaron. Más tarde, es capturada por Los Otros (idea del Hombre de Negro, ahora en la forma de Locke) y se encuentra a Kate en el Templo de Los Otros. Kate le dice que como Sawyer no pudo encontrarla, ella se llevó a Aaron y lo crio en Los Ángeles, pero que ahora volvió a La Isla para rescatarla y reunirla con su hijo (Sundown). De todos modos, al pasar tres años sola sin Aaron y sin familia o amigos, pensando que Los Otros lo tenían, enfurecida por lo que hizo Kate, Claire intentó asesinarla, pero fue detenida por el Hombre de Negro (Recon). Luego de una charla con el falso Locke, ella y Kate se reconcilian.
Un tiempo después, aún en el grupo del falso Locke, junto a Sayid, Kate y Sawyer, Claire se reencuentra con Jack, su medio-hermano, por primera vez desde que él se fue de la Isla. Cuando Sawyer planea huir en el barco de Desmond a la isla Hydra, Kate convence a Claire de unirse y abandonar al Hombre de Negro, con el objetivo de reunirse con Aaron (The Last Recruit). A pesar del intento de escape, el grupo es capturado por Widmore y su gente. Luego, Jack, Sayid y el Hombre de Negro los rescatan y se dirigen al submarino de Widmore para escapar de la Isla, pero el falso Locke retiene a Claire antes de que suba (The Candidate). Así, Claire se queda sola en el muelle, mientras el falso Locke la deja para ir a buscar a Jack, Kate, Sawyer y Hurley. Tras el enfrentamiento final entre Jack y el Hombre de Negro, Kate vuelve junto a Sawyer, y una vez más convence a Claire de salir de La Isla, esta vez en el avión de Ajira. Pese a las dudas por su salud, por las cosas que hizo y sobre si Aaron va a quererla, Kate le dice que ella la va a ayudar, y así, suben juntas al avión, pilotado por Frank Lapidus. Mientras la isla tiembla, el avión se aleja, ante la mirada de Jack, y así, Claire regresa a casa, para reencontrarse no sólo con su hijo, sino también con su madre (The End).

## Curiosidades
- Claire ha salido hasta ahora en 68 episodios.
- Claire fue el octavo personaje en tener flashback.
- Claire fue descrita en su día por los productores como el corazón y el alma de los supervivientes.
- Claire estaba embarazada de 8 meses cuando se estrelló el avión.
- Claire y Charlie fueron los dos últimos personajes en ser vistos la segunda temporada.
- Claire cruzó un Death Adder durante una caminata en Australia.
- El cumpleaños de Claire es el 27 de octubre (El mismo día que los Red Sox ganaron las Series Mundiales).
- El accidente de Claire en el agua es la forma en que murió Joanna. Ambas fueron atrapadas por la corriente y arrastradas al mar.
- Claire cree en las predicciones de una carta astral. Su signo zodiacal es Escorpio.
- Claire tiene un avión miniatura en su mesa de noche.
- Claire aparte de ser el personaje regular con menos protagonismo, es considerada la superviviente más normal de la isla.
- Emilie de Ravin es la única perdida que tiene un contrato final con la serie.
- Claire es media hermana de Jack.